# Fritz Bolleyer
Fritz Bolleyer (* 23. Mai 1923; † Januar 1991) war ein deutscher Fußballspieler. Der beim VfR Mannheim im damaligen WM-System vorwiegend im Angriff eingesetzte Spieler hat von 1948 bis 1951 in der Oberliga Süd 80 Ligaspiele absolviert und dabei 20 Tore für die Blau-Weiß-Roten des VfR erzielt. 1949 wurde er mit den „Monnemer Rasensportlern“ Deutscher Meister.

## Karriere

### Beginn in Viernheim
Der von Fortuna Heddesheim zu Amicitia Viernheim gekommene Fritz Bolleyer erlebte seinen ersten großen Erfolg mit den Grün-Weißen vom Waldsportplatz in der Saison 1947/48. Punktgleich mit jeweils 32:12 Punkten standen die TSG Rohrbach und Viernheim in der Landesliga Nordbaden, Gruppe Nord, nach Rundenende an der Tabellenspitze. Das Entscheidungsspiel um den Meisterschaftsgewinn am 17. April 1948 auf dem Waldhof-Platz vor 15.000 Zuschauern entschied Bolleyer mit zwei Treffern zum 2:1-Sieg für Viernheim. Es folgte der Gewinn der nordbadischen Landesligameisterschaft in zwei Spielen gegen den VfR Pforzheim (0:0, 1:0) und anschließend die Teilnahme an der Aufstiegsrunde zur erstklassigen Oberliga Süd. Da konnte sich der Landesligameister aus Nordbaden aber nicht gegen die Konkurrenz der SpVgg Feuerbach, BC Augsburg und 1. FC Rödelheim behaupten. Zur Saison 1948/49 nahm Bolleyer das Angebot des VfR Mannheim aus der Oberliga Süd an und wechselte zum 8. der Saison 1947/48 in die Quadratestadt.

### Fortsetzung in Mannheim
Zur Saison 1948/49 glückte die weitere Verbesserung des Spielerkaders bei den Blau-Weiß-Roten des VfR mit den Zugängen Bolleyer, Ernst Langlotz (ein weiterer „Kanadier“ aus Neulußheim) und Rudi Maier (SV Waldhof). Bolleyer debütierte am zweiten Rundenspieltag, am 19. September 1948, bei einem 2:1-Auswärtserfolg beim FC Rödelheim in der Oberliga. Er lief dabei als Verteidiger auf und erzielte in der 79. Spielminute den Siegtreffer für die Mannheimer. Bei seinem ersten Heimspiel am 26. September, einem 1:1 gegen die Stuttgarter Kickers, stürmte er aber bereits als Mittelstürmer und zeichnete sich als Torschütze des Gastgebers aus. Am siebten Hinrundenspieltag, den 31. Oktober 1948, gewann der VfR das Derby gegen den SV Waldhof vor 20.000 Zuschauern mit 2:1. Am 28. November remisierte der Gastgeber mit einem 1:1 gegen den klaren Tabellenführer Kickers Offenbach. Bolleyer erzielte wie Langlotz in der ersten Oberligarunde sieben Tore und da auch noch der Außenläufer Maier in seinen 27 Einsätzen sich als Verstärkung erwies, spielte sich der VfR Mannheim in der Tabelle stetig nach vorne. Die Oberligarunde beendete das Team von Trainer Hans Schmidt am 15. Mai 1949 mit einem Heimremis von 1:1 gegen den FC Bayern München als Vizemeister und war damit für die Endrunde um die deutsche Meisterschaft qualifiziert.
Im Viertelfinale bezwang der möglicherweise unterschätzte VfR den Hamburger SV im Frankfurter Waldstadion sensationell hoch mit 5:0. Darin bewährte sich auch die offensive Ausrichtung, die Trainer „Bumbes“ seiner Mannschaft mit der einfachen Fußballweisheit näherbrachte: „Leute, nach vorn orientieren! Wenn der Ball in des Gegners Hälfte ist, dann kann bei uns kein Tor fallen“. Im Halbfinale bekam sein Team es mit den Offenbachern zu tun, gegen die man in der Oberliga zweimal remisiert hatte. Die Partie fand in der Gelsenkirchener Glückauf-Kampfbahn statt, und bereits nach acht Minuten stand das Endergebnis fest: Mit 2:1 Toren – 1:0 Löttke (1.), 1:1 Schreiner (3.), 2:1 de la Vigne (8.) – glückte Mannheim der überraschende Finaleinzug. Bereits am Ende der Oberligarunde hatte sich der VfR-Angriff mit der Besetzung Bolleyer, Langlotz, Ernst Löttke, Kurt Stiefvater und Rudolf de la Vigne etabliert. In allen Endrundenspielen liefen diese Fünf dann auch für den VfR auf.
Auch gegen den Endspielgegner Borussia Dortmund galten die Nordbadener als Außenseiter. Der VfR hatte sich nahe dem Austragungsort Stuttgart in einem dreitägigen Trainingslager, für das die meist berufstätigen Kicker Urlaub nehmen mussten, extra auf dieses Spiel vorbereitet.
An einem brütend heißen Julisonntag – das Spiel ging als „Stuttgarter Hitzeschlacht“ in die Annalen ein – konnte der VfR zweimal die Dortmunder Führung egalisieren, so dass die ca. 92.000 Zuschauer im überfüllten Neckarstadion (offiziell waren 89.420 Karten verkauft worden) für ihr Eintrittsgeld noch eine 30-minütige Zugabe erhielten. In der 108. Spielminute glückte Mittelstürmer Löttke der entscheidende Treffer zum 3:2, so dass die Kurpfälzer anschließend auch noch den überdimensionierten Siegerkranz auf mehreren Ehrenrunden durch die Sonnenglut tragen mussten.
In seinem zweiten Jahr in Mannheim, 1949/50, erzielte Bolleyer in 24 Einsätzen wiederum sieben Tore. Der Vizemeister des Vorjahres belegte mit 34:26 Punkten den vierten Rang. In der Endrunde um die deutsche Meisterschaft im Sommer 1950 konnte der VfR aber trotzdem teilnehmen, da aus den Oberligen West und Süd sich in diesem Jahr je vier Mannschaften qualifizieren konnten und insgesamt 16 Teams antraten. Zunächst trafen die Blau-Weiß-Roten in Gladbeck auf den Endspielgegner des Vorjahres; dank zweier Tore von de la Vigne fiel diesmal der Sieg über die Dortmunder Borussen (3:1) etwas leichter; Bolleyer war auf Linksaußen gestürmt. In der in Frankfurt ausgetragenen Zwischenrundenpartie allerdings brachte der Torwart der gegnerischen Preußen Dellbrück, der spätere Nationalkeeper Fritz Herkenrath, die Stürmer des Titelverteidigers wiederholt zur Verzweiflung, ließ nur den Anschlusstreffer zum 1:2 zu und verhinderte damit, dass im Halbfinale vier süddeutsche Oberligisten den Kuchen alleine unter sich verteilten. Gegen Dortmund wie auch Dellbrück war Mannheim in der Angriffsbesetzung mit Franz Islacker, Langlotz, Löttke, de la Vigne und Bolleyer angetreten.
Im dritten Jahr von Bolleyer beim VfR stürzte der deutsche Meister des Jahres 1949 mit 31:37 Punkten und 72:72 Toren überraschend auf den 12. Rang in der Oberliga Süd ab. Die erzielten Tore übertrafen die Ausbeute des Meisterschaftsjahres 1949, wo der VfR in 30 Rundenspielen 51 Tore erzielt hatte, zwar deutlich, aber die erhaltenen Treffer mit 72 Toren gegenüber 42 wiesen deutlich auf die defensive Schwäche hin. Bolleyer lief in 31 Spielen auf und traf sechs Mal in das gegnerische Tor. Nach drei Runden beim VfR Mannheim kehrte der 28-Jährige im Sommer 1951 nach Viernheim zurück. Er hatte in 80 Oberligaspielen 20 Tore erzielt und auch in fünf Endrundenspielen (1 Tor) sein Können unter Beweis gestellt.

### Ausklang in Viernheim
Mit den Grün-Weißen von Amicitia Viernheim gewann Bolleyer viermal in Folge in den Jahren 1954 bis 1957 die Meisterschaft in der 1. Amateurliga Nordbaden. Dreimal scheiterte der Rückkehrer aus Mannheim mit Viernheim in den Jahren 1954, 1955 und 1956 in den Aufstiegsrunden zur 2. Liga Süd. Im vierten Anlauf glückte 1957 unter Trainer Reinhold Fanz sen. gegen VfB Friedrichshafen, Borussia Fulda, FC Konstanz und FC Bamberg mit 6:2 Punkten der Aufstieg in die 2. Liga Süd.